# Casa Patria Libertad
Casa Patria Libertad es la sede del Ministerio de Capital Humano del gobierno nacional. Se encuentra en la calle Carlos Pellegrini al 1285, en la Ciudad de Buenos Aires.
Hasta el 10 de diciembre de 2023 el edificio albergaba un organismo desconcentrado de la Secretaría General de la Presidencia de la Nación, creado a partir del Decreto 195/2011 y sus modificatorias a través del Decreto 226/2021 bajo el nombre "Casa Patria Grande Presidente Néstor C. Kirchner" y que funcionaba como un organismo de relaciones exteriores latinoamericanas. Anteriormente fue sede del Consejo Supremo de las Fuerzas Armadas.

## Historia

### Organismo de integración latinoamericana
A través del Decreto 195/2011 se creó el organismo para «continuar, profundizar y afianzar las políticas destinadas a una mayor integración de los pueblos latinoamericanos y en el marco de la conmemoración del Bicentenario de la Revolución de Mayo de 1810».El decreto lo definió como un organismo desconcentrado bajo la órbita de la Secretaría General de la Presidencia de la Nación. 
Durante la presidencia de Mauricio Macri el organismo pasó a llamarse «Casa Creativa del Sur».
Durante la presidencia de Alberto Fernández el organismo volvió a su nombre original. Tras la decisión del entonces presidente de Ecuador, Lenín Moreno, de abandonar la Unión de Naciones Suramericanas, y estando la sede de la UNASUR allí, el gobierno nacional emprendió la misión de repatriar la documentación, el mobiliario, las obras de arte y las esculturas, usando a la Casa Patria Grande como depósito.El objeto más destacable fue la repatriación de la estatua de Néstor Kirchner, que más tarde fue llevada al Centro Cultural Kirchner.

### Sede del Ministerio de Capital Humano
En 2023, el presidente de la Nación Javier Milei, le atribuyó el organismo al recientemente creado Ministerio de Capital Humano para que sirva como sede.

## Características
Casa Patria Libertad es un palacio, diseñado por el arquitecto Juan Antonio Buschiazzo, ubicado en Carlos Pellegrini 1285, Buenos Aires. Desde el 10 de diciembre de 2023, tras la creación del Ministerio de Capital Humano, el palacio sirve como sede de aquel ministerio.